# Singapadu Tengah
Singapadu Tengah is een bestuurslaag in het regentschap Gianyar van de provincie Bali, Indonesië. Singapadu Tengah telt 4917 inwoners (volkstelling 2010).